# قلمرو کهمبا
قلمرو کهمبا (به لاتین: Kahemba Territory) یک منطقهٔ مسکونی در جمهوری دموکراتیک کنگو است که در استان کوانگو واقع شده‌است. قلمرو کهمبا ۱۸٬۰۶۱ نفر جمعیت دارد.